# Певачи Вука Стефановића Караџића
Најпознатији певачи народних песама који су их казивали Вуку Караџићу били су:
- Тешан Подруговић
- Старац Милија
- Филип Вишњић
- Старац Рашко
- Слепа Живана
- Слепа Јеца
- Слепа Степанија
- Слепа гусларка из Гргуреваца
- Стојан Хајдук
- Павле Ирић
- Марко Утвић
- Дамљан Дуловић
- Јован Мићић
- Филип Бошковић и
- Милован Мушикин.

Неки од њих су били слепи, песме су често казивали уз гусле. Преносили су народну усмену традицију до Вуковог времена када је забележена. Осим тога неки од њих су по угледу на традиционалне епске песме спевали у десетерцу песме које су описивале догађаје тог времена, као што су Почетак буне против дахија и битке Првог и Другог српског устанка.